# Krosno (Łódź)
Pour les articles homonymes, voir Krosno (homonymie).
Krosno (prononciation [ˈkrɔsnɔ]) est un village de la gmina de Gorzkowice, du powiat de Piotrków, dans la voïvodie de Łódź, situé dans le centre de la Pologne.
Il se situe à environ 9 kilomètres au sud-est de Piotrków Trybunalski (siège de la gmina), 26 kilomètres au sud de Piotrków Trybunalski (siège du powiat) et 71 kilomètres au sud de Łódź (capitale de la voïvodie).
Sa population s'élevait à 251 habitants en 2001.

## Administration
De 1975 à 1998, le village était attaché administrativement à l'ancienne voïvodie de Piotrków.

Depuis 1999, il fait partie de la nouvelle voïvodie de Łódź.